# Ana Cannas da Silva
Pour les articles homonymes, voir Silva.
Ana Cannas da Silva (née 1968) est une mathématicienne portugaise, qui s'intéresse aux variétés symplectiques, à la topologie géométrique et à l'analyse géométrique.

## Carrière
Elle est diplômée de l'Instituto Superior Técnico de Lisbonne en mathématiques appliquées et en informatique en 1990 et a obtenu son doctorat en 1996, sous la direction de Victor Guillemin au Massachusetts Institute of Technology avec une thèse intitulée « Multiplicity formulas for orbifolds ». Elle a enseigné à l'Université de Californie à Berkeley (1998), à l'Instituto Superior Técnico de Lisbonne, à l'Université de Princeton et elle est professeur à l'École polytechnique fédérale de Zurich, où elle demeure, et enseigne également à Lisbonne .
Elle a été chercheuse invitée à l'Instituto Nacional de Matemática Pura e Aplicada (IMPA) de Rio de Janeiro, à l'Institute for Advanced Study en 2001, l'IRMA de Strasbourg, au Mathematical Sciences Research Institute (MSRI) en 1997, au CRM à Barcelone, à l'Institut Isaac Newton à Cambridge, et l'Institut Max-Planck de mathématiques de Bonn.

## Publications
- avec Michèle Audin, Eugène Lerman : Symplectic geometry of integrable Hamiltonian systems, Birkhäuser 2003.
- avec Alan Weinstein : Geometric models of noncommutative algebra, American Mathematical Society en 1999.
- Introduction to symplectic and Hamiltonian geometry, Publ. IMPA, Rio de Janeiro, 2003, 2008.
- Lectures on symplectic geometry, Springer Verlag, 2001.
- « Symplectic Geometry », dans F. J. E. Dillen, L. C. A. Verstraelen (éditeur), Handbook of Differential Geometry, Elsevier, 2005.